# Сюткин, Валерий Миладович
Вале́рий Мила́дович Сю́ткин (род. 22 марта 1958 года, Москва) — советский и российский певец, музыкант, композитор, поэт-песенник и телеведущий, автор текстов песен для рок-н-ролл группы «Браво». Заслуженный артист России (2008), профессор кафедры вокала и художественный руководитель эстрадного отделения МГГУ имени М. А. Шолохова. Член Авторского совета Российского авторского общества, почётный деятель искусств города Москвы (2018).

## Биография

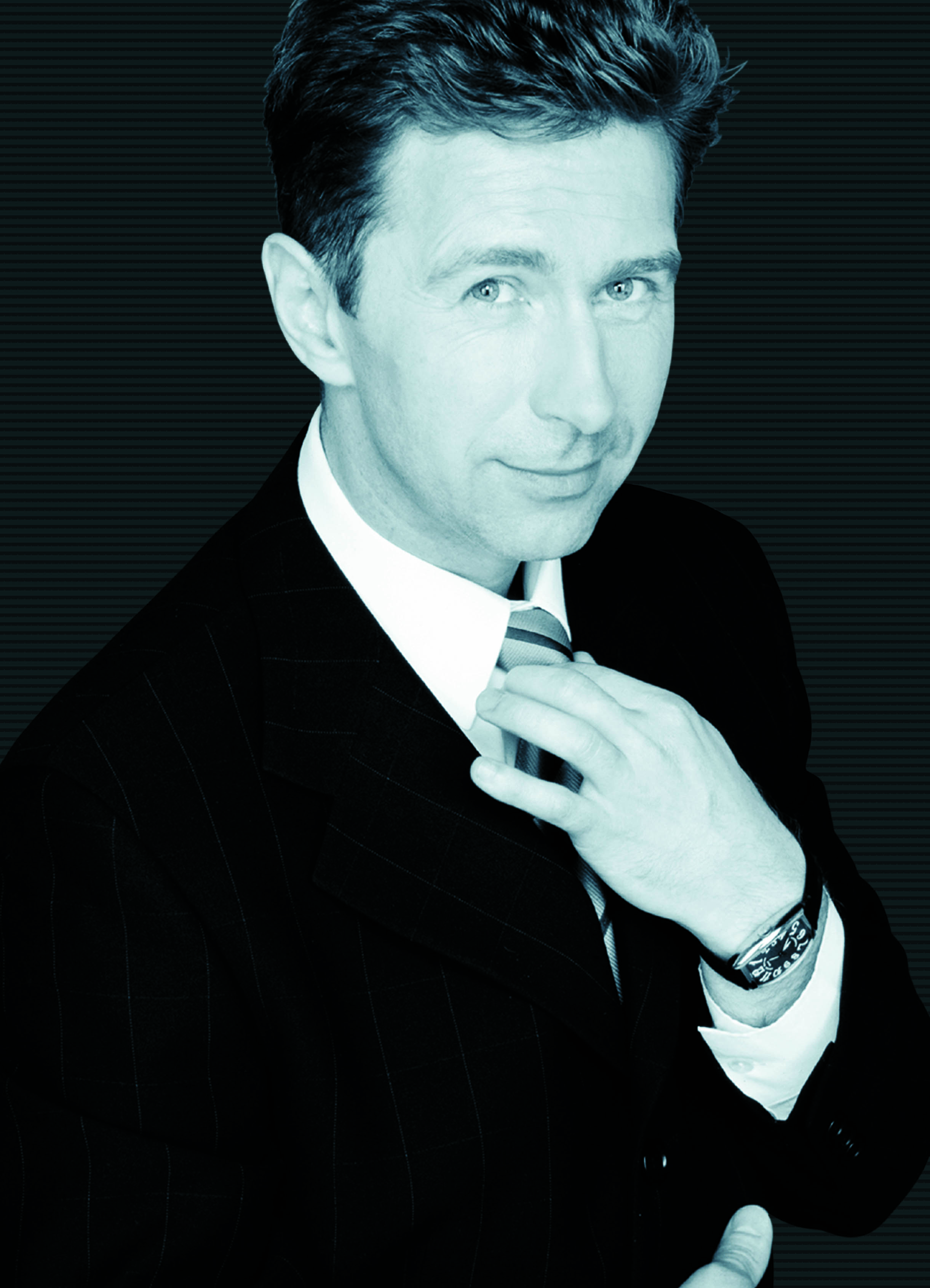
Валерий Сюткин, 2004 г.

Родился в семье преподавателя Военно-инженерной академии имени Куйбышева Милада Александровича Сюткина, родившегося в Перми, и москвички Брониславы Андреевны Бржезицкой. Детство прошло на пересечении Яузского и Покровского бульваров с улицей Обуха (ныне ул. Воронцово Поле).
Музыкой начал заниматься в начале 1970-х годов, участвуя сразу в нескольких любительских группах в качестве бас-гитариста или барабанщика. Играя в школьных ансамблях, исполнял песни The Beatles, Grand Funk Railroad, Deep Purple, Led Zeppelin, Slade, Smokie. Однажды заменил заболевшего вокалиста. Так стал фронтменом. До службы в армии работал проводником, грузчиком, учеником повара в ресторане «Украина».
В 1976—1978 годах служил в Военно-воздушных силах СССР авиамехаником на Дальнем Востоке. В свободное от работы на аэродроме время играл в ансамбле «Полёт». В этом коллективе в разное время выступали многие известные музыканты. Среди них Алексей Глызин.
В 1980 году начал работать с группой «Телефон», которая двумя годами позже стала профессиональным гастролирующим филармоническим коллективом. «Телефон» выпустил альбом «Ка-Ка», который представляет собой цикл песен о вымышленных персонажах Сулеймане Сулеймановиче Кадырове и Льве Абрамовиче Каскаде. «Телефон» просуществовал до 1985 года.
До прихода на профессиональную сцену работал учеником повара в ресторане «Украина», зам. зав. производства в столовой для иностранцев, барменом, грузчиком на Белорусском вокзале, потом там же проводником на поездах, следующих по зарубежным маршрутам, в дирекции международных туристских перевозок.
В 1985 году выпустил альбом «Твист-каскад», где ему помогали участники группы «Зодчие» Юрий Лоза (гитара), Александр Белоносов (клавишные), Геннадий Гордеев (барабаны) и саксофонист группы «Браво» Александр Степаненко. В том же году Сюткин перешёл в «Зодчие», где пел вместе с Юрием Лозой. После ухода из «Зодчих» создал трио «Фэн-о-мэн», с которым записал альбом «Икра зернистая», получил приз зрительских симпатий на Международном конкурсе «Ступень к Парнасу» и работал два года в труппе Михаила Боярского, где пел под аккомпанемент оркестра «Диапазон». В 1987 году снялся в клипе на песню Криса Кельми «Замыкая круг», пропев вместе с Юрием Давыдовым и Александром Ивановым строчку второго припева «Пусть идут дожди, прошлых бед от них не жди».
В мае 1989 года вместе с группой «Фэн-о-мэн» принял участие в юбилейном концерте «Машины времени».
В августе 1990 года, получив предложение от Хавтана, певец переходит в группу «Браво», где работает фронтменом до мая 1995 года. Время сотрудничества с «Браво» стало для певца периодом выработки собственного оригинального стиля, в котором он работает и по сей день. В текстах своих песен использует сленг субкультуры «стиляг», а в музыкальном плане он ориентирован на соединение американского рок-н-ролла 50-х и 60-х годов и отечественной музыки того же периода. В «Браво» Сюткин записал альбомы «Стиляги из Москвы», «Московский бит», «Live in Moscow» и «Дорога в облака». Все альбомы имели мультиплатиновый статус.
В 1995 году Валерий ушёл из «Браво» и создал группу «Сюткин и Ко», с которой записал альбомы «То, что надо», «Радио ночных дорог», «Далеко не всё…», «004». В 1995 году песня «7000 над землёй» из альбома «То, что надо» была признана лучшим шлягером года. Лауреат профессиональной премии «Звезда» (1995), «Овация» — лучший артист (1996). С 2004 года, обновив и расширив состав музыкантов, коллектив называется «Сюткин рок-н-ролл бэнд».
В марте 2008 года певцу присвоено звание «Заслуженный артист Российской Федерации» за заслуги в области искусства.
В 2014 году обратился с жалобой в Роскомнадзор на интернет-ресурс Lurkmore, на котором изображение певца уже несколько лет использовалось для картинки-мема «Бей бабу по ебaлу». Роскомнадзор подал иск в Мещанский районный суд Москвы против администрации сайта. В 2015 году Мещанский суд Москвы удовлетворил иск Роскомнадзора.
В 2015 году с коллективом «Light Jazz» записал альбом «Москвич 2015». В альбом вошли песни из золотого фонда 1950—1960-х годов.
К 80-летию Московского метрополитена принял участие в проекте «Голоса метро», — озвучил станции на Замоскворецкой линии.
Постоянный участник фестиваля «Черешневый лес».
В 2019—2020 году — наставник 8 и 9 сезонов «Голос». В 2022 году — наставник в телешоу «Голос. 60+». По итогам зрительского голосования стал лучшим наставником сезона.
Выступает с группами «S.O.S» (Савин-Окунь-Сюткин), «Light Jazz» и «Валерий Сюткин и Rock&Roll Band».
Культурный посол Олимпийских игр в Сочи (2014). Участник культурных программ на Олимпийских играх: Сеул (1988), Афины (2004), Турин (2006), Пекин (2008), Ванкувер (2010), Лондон (2012). Представляет Москву на Официальном портале болельщиков ЧМ 2018 по футболу.
Входит в авторский совет РАО (2016).
Является председателем жюри конкурса «Музы мира» («Современное искусство и образование») в номинации «Эстрадно-джазовое исполнительство».
Почётный деятель искусств города Москвы (2018).

### Политические взгляды
В 1996 году на фоне выборов президента России участвовал в концертном туре «Голосуй, или проиграешь» в поддержку кандидата Бориса Ельцина. Позже заявил, что после этой кампании стал ходить на все выборы.
В 2001 году выступил в поддержку журналистского коллектива телекомпании НТВ, который протестовал против назначения нового руководства.
В 2013 году был в числе исполнителей, выступивших на концерте в поддержку кандидата Сергея Собянина на выборах мэра Москвы.
В 2014 году принимал участие в съёмке видеороликов, призывающих москвичей проголосовать на выборах в Московскую городскую думу.
В 2017 году в интервью сообщил о своей симпатии к Петру Столыпину и социалистическому лозунгу «от каждого по способностям, каждому по труду», кроме того заявил о необходимости в стране жёсткой дисциплины и нужде в жёстких правилах, так как «они нужны нации».
В 2018 году выразил обеспокоенность ситуацией с толерантностью на Западе, считая, что в его детстве «за такое бы расстреляли». Ссылаясь на дочь, живущую в Париже, он рассказал о том, что в европейских школах «ребёнка заставляют раз в неделю быть не девочкой, а мальчиком», а в институтах задают ставить спектакли по Чехову, где «один обязательно должен быть геем или лесбиянкой, один темнокожим».
После победы на выборах в Украине Владимира Зеленского Сюткин пожелал новоизбранному президенту удачи и сказал, что, как ему кажется, тот «хочет сделать лучше». Также музыкант отметил, что не хочет давать подробных политических оценок, поскольку не разбирается в политике и старается не участвовать в ней, «потому что любое участие в политике артиста портит».
В 2020 году Служба безопасности Украины запретила Сюткину въезд на территорию страны «из-за высказываний артиста о целесообразности присоединения Крыма к России».
После начала военных действий на территории Украины в 2022 году убрал из песни «Московский бит» упоминание украинской столицы, заменив Киев на Сочи.

### Семья
Отец Милад Александрович Сюткин (18 августа 1929 — 8 апреля 2010) окончил в Перми техникум с отличием, и был направлен на учёбу в Москву, где окончил Военно-инженерную академию имени Куйбышева, а позже начал там преподавать. Специалист по военным подземным сооружениям, участвовал в строительстве Байконура. Строил подземные сооружения во Вьетнаме, в годы Вьетнамской войны. Умер в 2010 году. Похоронен на Введенском кладбище.
Мать Бронислава Андреевна Сюткина (урождённая Бржезицкая) (род. 31 декабря 1933) — работала в МНИРТИ. Родители познакомились в танцевальном кружке, где преподавали танцоры из ансамбля Игоря Моисеева. Родители развелись, когда Валерию Сюткину было 13 лет.

### Личная жизнь
Дочь от первого брака — Елена Сюткина (род. 1980) — экономист, окончила экономический факультет МГУ, работает в инофирме. Внучка Василиса (род. 2014).
Сын от второго брака Максим Сюткин (род. 1987) окончил географический факультет МГУ, работает в туристическом бизнесе.
Жена Виола (род. 1975; Рига). Вместе живут с 1993 года.
Дочь Виола Сюткина (род. 1996) — окончила школу «Золотое сечение», CDL (Колледж Ди Леман) Женева, Швейцария, AUP (Американский Университет в Париже) по специальности — историк искусств — театровед, театральный факультет Сорбонны. Работает исполнительным продюсером фестиваля искусств «Черешневый лес». С 2021 года совмещает эту работу с должностью заведующей труппой Театра на Малой Бронной.
Сын Лев (Лео) Сюткин (род. 12 августа 2020).

## Творчество

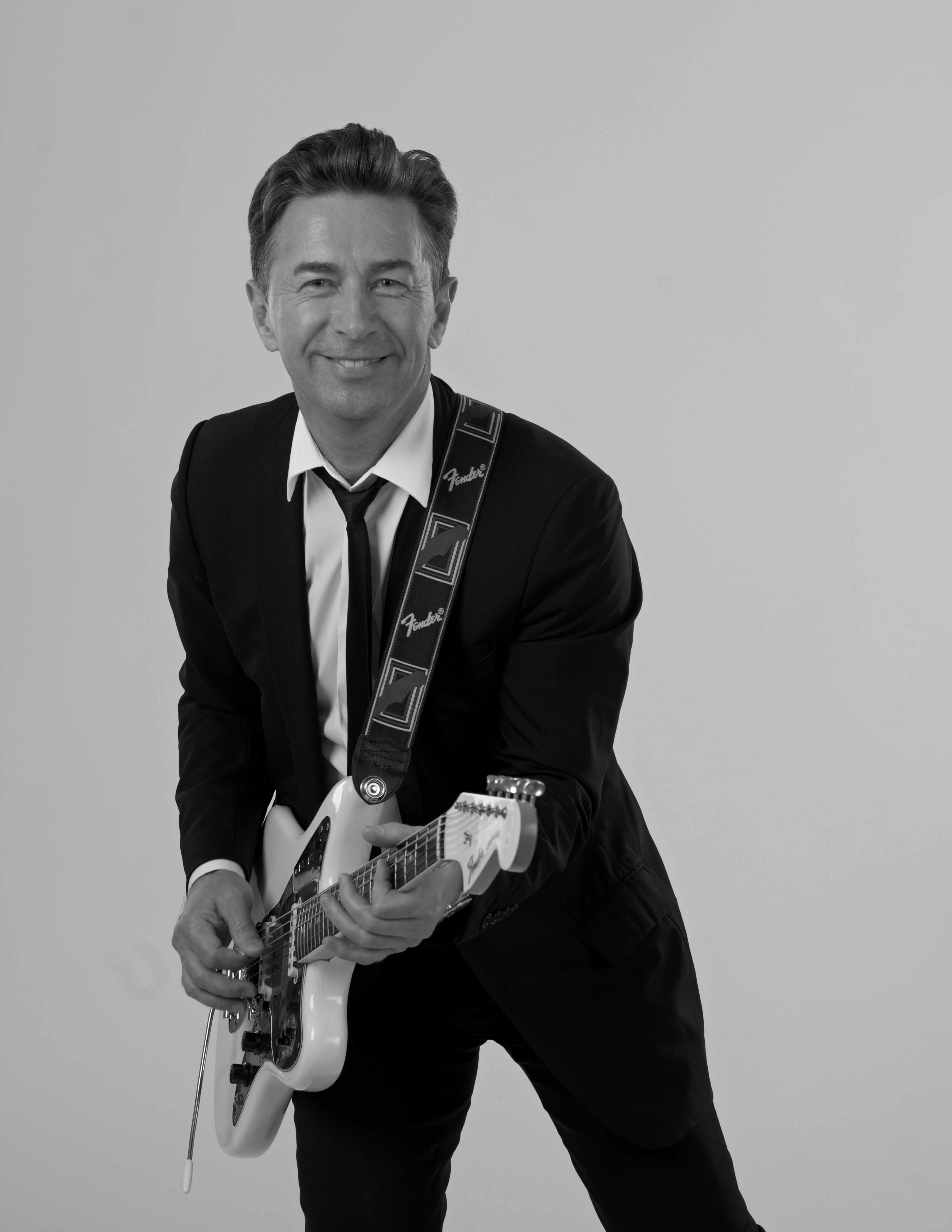

### Дискография

#### Группа «Телефон»
- 1982 — Концерт в Физтехе
- 1983 — Кругозор (концертный альбом)
- 1983 — Кадыров-Каскад (Ка-Ка)
- 1984 — Концерт во Владивостоке
- 1985 — Твист-Каскад

#### Группа «Зодчие»
- 1986 — Рок-панорама-1986
- 1987 — Концерт в Таллине
- 1987 — Дитя урбанизма
- 1987 — Пятая Серия

#### Группа «Фэн-о-мэн»
- 1989 — Икра зернистая

#### Группа «Браво»
- 1990 — «Стиляги из Москвы»
- 1992 — «Московский бит»
- 1994 — «Live in Moscow»
- 1994 — «Дорога в облака»
- 1995 — «Песни разных лет» (треки 12 и 13)
- 1998 — «Хиты про любовь» (трек 13 «До свидания»)

#### «Сюткин и КО»
- 1995 — «То, что надо» (издан как альбом Валерия Сюткина)
- 1996 — «Радио ночных дорог»
- 1998 — «Далеко не всё»
- 2000 — «004» (издан как альбом Валерия Сюткина)
- 2002 — «Лучшие песни» (изданы как сборник Валерия Сюткина)

#### «Сюткин рок-н-ролл бэнд»
- 2006 — «Grand collection»
- 2010 — «Новое и лучшее»
- 2012 — «Целуйтесь медленно»

#### Сюткин и «Light Jazz»
- 2015 — «Москвич 2015»
- 2016 — «Олимпийка» (мини-альбом)(макси сингл)

#### Синглы
- 2016 — «Без варежек»
- 2016 — «Стиль жизни»
- 2018 — «Осень — кошка в рыжих сапогах»
- 2018 — «Время не проведёшь»
- 2019 — «Любовь Орлова»
- 2020 — «I love you SPB»
- 2020 — «Московская Lady»
- 2020 — «Хочу твоего колдовства»

### Видеоклипы
- В составе группы «Зодчие»: «Автобус № 86», «Пятая серия», «Дитя урбанизма».
- В составе трио «Фен-О-Мен»: «Вирус», «Рэкет Робин Гуд», «Тропикана».
- В составе группы «Браво»: «Вася», «Я — то, что надо», «Как жаль», «Стильный оранжевый галстук», «Московский бит», «Любите, девушки», «Дорога в облака» и «До свидания».
- 1995 — 7 тысяч над землёй
- 1995 — Вверх и вниз
- 1996 — Радио ночных дорог
- 1996 — 42 минуты
- 1996 — На краю заката
- 1996 — Как провожают пароходы (для «Старых песен о главном»)
- 1998 — Далеко
- 1999 — 21 век
- 1999 — 001
- 2000 — Бумбо-мамбо
- 2000 — Теплоход прогулочный
- 2004 — Красавчик
- 2011 — Москва-Нева (вместе с группой «Ромарио»)
- 2016 — Селфи
- 2016 — Без варежек (вместе с группой «Ромарио»)
- 2018 — Осень — кошка в рыжих сапогах
- 2018 — Время не проведёшь (первая версия) (вместе с Николаем Девлет-Кильдеевым)
- 2019 — Время не проведёшь (вторая версия) (вместе с Николаем Девлет-Кильдеевым)
- 2020 — I love you SPB (клип, снятый в условиях самоизоляции 2020, в котором в любви к Санкт-Петерубургу вместе с Сюткиным признаются Михаил Боярский, Евгений Плющенко, Михаил Шац, Игорь Бутман, Александр Друзь, Александр Цыпкин, Виктор Дробыш и др.)[29]
- 2020 — Московская Lady (вместе с Михаилом Менем)
- 2020 — Хочу твоего колдовства

### Телевидение

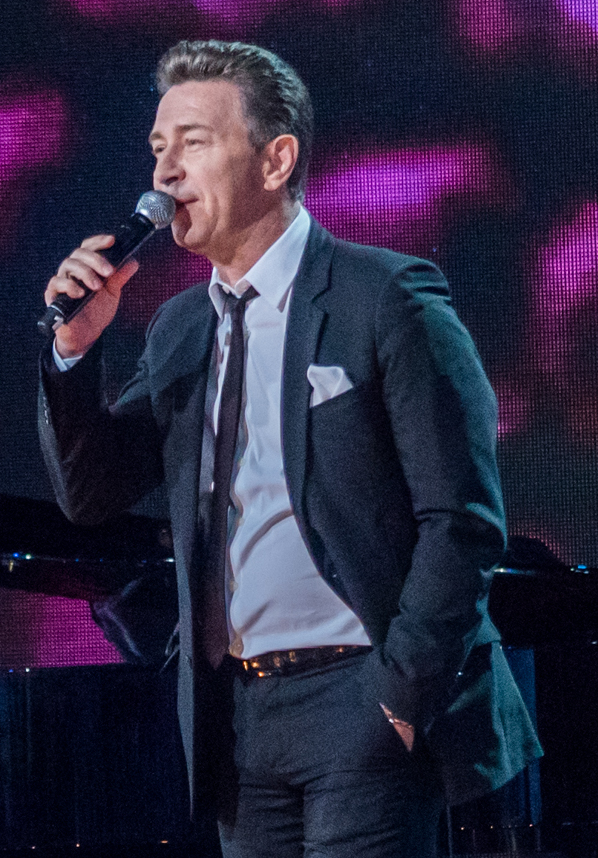
В. Сюткин на фестивале «Лайма. Рандеву. Юрмала 2017»

- В начале 1995 года был первым кандидатом на роль ведущего нового проекта Владислава Листьева «Угадай мелодию», но, так как был занят в группе «Браво», порекомендовал ему обратить внимание на Валдиса Пельша[30][31].
- С 2002 по 2003 год был ведущим музыкальной телеигры «Два рояля» на телеканале «Россия»[32].
- С 2003 по 2004 год был ведущим музыкальной программы «И снова шлягер» на канале «Культура»[33].
- В 2006 году участвовал в проекте «Первого канала» «Звёзды на льду» в паре с фигуристкой Ириной Лобачёвой[34].
- В 2008 году провёл пилотный выпуск шоу розыгрышей «Маршрутка», которое должно было выйти на телеканале «РЕН ТВ»[35]. Впоследствии программа выходила в течение декабря 2010 года на «Пятом канале».
- Два раза (в 1998 и 2011 годах) Валерий Сюткин и его семья были участниками программы «Пока все дома»[36].
- С 2016 по 2017 год вёл музыкально-развлекательную программу «Субботний вечер» на канале «Россия-1» (вместе с Николаем Басковым, Нонной Гришаевой, Наталией Медведевой, Станиславом Дужниковым, Игорем Верником, Ольгой Прокофьевой)[37].
- В 2019 году участвовал в проекте Первого канала «Главная роль».
- В 2019 году — наставник в телешоу Голос-8
- 2020 год — наставник в телешоу Голос-9
- 2022 год — наставник в телешоу Голос. 60+[38]
- 2023 год — ведущий программы «Подкаст.лаб» на «Первом канале».

### Фильмография
- 1995 — Маски-шоу (сериал "Кабаре "Маски-шоу", 4 серия) — камео
- 1997 — Старые песни о главном — 2 — певец на «Голубом огоньке»
- 2007 — День выборов — солист ВИА «Оливер Твист»
- 2014 — «Чемпионы» — сыграл себя в новелле режиссёра Дмитрия Дюжева

#### Вокал
- Саундтрек к фильму «Ландыш серебристый» (реж. Т. Кеосаян)
- Песня для сериала «Дворик»
- Песня для сериала «Морской патруль»
- Песня «Открытка» для сериала «Тонкие материи»

### Дуэты, трибьюты, сторонние проекты
- «Лучший город Земли» — Группа «Браво» и Муслим Магомаев
- «Чёрный кот» — вместе с Тамарой Миансаровой и Юрием Саульским
- «Время не проведёшь» — вместе с Николаем Девлет-Кильдеевым
- «Москва-Нева» — вместе с Ромарио
- «Изменчивый мир» — трибьют Андрею Макаревичу
- «Я — то, что надо» — вместе с Юлией Шиндиной
- «Просто так» — вместе с Лаймой Вайкуле
- «Я уезжаю» — вместе с Леонидом Агутиным
- «Разговор о дожде» — вместе с Леонидом Агутиным
- «Хоп, Хэй, Ла ла лэй» — вместе с Леонидом Агутиным, Игорем Бутманом и «Московским джазовым оркестром»
- «Первый снег» — вместе с Сергеем Мазаевым, Игорем Бутманом и «Московским джазовым оркестром»
- «Маршрутка» — трибьют Олегу Митяеву
- «Без варежек» — вместе с Ромарио
- «Шанель № 5» — проект «Nostalgie» Владимира Преснякова-ст.
- «Селфи» — вместе с группой «Джин-тоник»
- «Арина-балерина» — трибьют группе «Секрет»
- «Питерские коты» — вместе с Максимом Леонидовым
- «Арлекино» — трибьют Алле Пугачёвой «Песни для Аллы»
- «Блюз Шанхай» — вместе с Евгением Маргулисом, Игорем Бутманом и «Московским джазовым оркестром»
- «Перед рассветом» — вместе с группой Би-2 и Еленой Кауфман для проекта «Нечётный воин»
- «Целуйтесь медленно» — вместе с Ромарио
- «Аэрофлот» — кавер-версия песни Олега Газманова
- «Осень — кошка в рыжих сапогах» — композиция Андрея Мисина и Михаила Гуцериева
- «Хочу твоего колдовства» — композиция Андрея Мисина и Михаила Гуцериева
- «Ночной ларёк» (Монеточка) и «7000 над землёй» в проекте Антона Беляева «LAB».
- «Московская Lady» — вместе с Михаилом Менем
- «Старый городок» — вместе с Нэшем и Евгением Маргулисом.
- «Московский бит» — вместе с группой «Город 312»
- «Последняя электричка» — вместе с Екатериной Гусевой
- «7000 над землей» — вместе с группой «Uma2rman»
- «7000 над землей» — вместе с «The Hatters»
- «Москва-Нева» — вместе с Татьяной Булановой
- «Космический рок-н-ролл» — вместе с Олегом Аккуратовым
- «Помню всё» с группой «Квартал»

## Награды
- 1995 — Лауреат профессиональной премии «Звезда»
- 1996 — Премия «Овация» (Лучшая группа (поп))[39]
- 1995—2004 — Лауреат фестиваля «Песня года».
- 2008 — Заслуженный артист России.
- 2009 — «Золотой граммофон» за песню «Маршрутка».
- 2012 — «Золотой граммофон» за песню «Москва-Нева».
- 2018 — «Почётный деятель искусств города Москвы».
- 2018 — Медаль «За содействие» (Росгвардия)[40].